# Лош, Клаудия
Клаудия Лош (англ. Claudia Losch), (род. 10 января 1960 года в Ванне-Айкеле, Северный Рейн-Вестфалия, ФРГ) — германская толкательница ядра. Чемпионка Олимпийских игр 1984 года, на Олимпийских играх 1988 года заняла пятое место. Чемпионка мира в помещении 1989 года, трехкратная победительница чемпионата Европы в помещении, чемпионка Германии в помещении (1983, 1984, 1987, 1988, и 1989), девятикратная чемпионка Германии (с 1982 по 1990 года).
В 1992 году завершила спортивную карьеру и начала работать офтальмологом.

## Достижения
| Год  | Соревнование                 | Город                | Место | Расстояние (м) |
| ---- | ---------------------------- | -------------------- | ----- | -------------- |
| 1983 | Чемпионат мира               | Хельсинки, Финляндия | 7     | 19,72          |
| 1984 | Чемпионат Европы в помещении | Гётеборг, Швеция     | 2     | 20,23          |
| 1984 | Олимпийские игры             | Лос-Анджелес, США    | 1     | 20,48          |
| 1984 | Дружба-84                    | Прага, Чехословакия  | 7     | 19,78          |
| 1985 | Чемпионат Европы в помещении | Пирей, Греция        | 2     | 20,59          |
| 1986 | Чемпионат Европы в помещении | Мадрид, Испания      | 1     | 20,48          |
| 1986 | Чемпионат Европы             | Штутгарт, ФРГ        | 4     | 20,54          |
| 1987 | Чемпионат мира в помещении   | Индианаполис, США    | 3     | 20,14          |
| 1987 | Чемпионат мира               | Рим, Италия          | 4     | 20,73          |
| 1988 | Чемпионат Европы в помещении | Будапешт, Венгрия    | 1     | 20,39          |
| 1988 | Олимпийские игры             | Сеул, Южная Корея    | 5     | 20,27          |
| 1989 | Чемпионат мира в помещении   | Будапешт, Венгрия    | 1     | 20,45          |
| 1990 | Чемпионат Европы в помещении | Глазго, Шотландия    | 1     | 20,64          |
| 1990 | Чемпионат Европы             | Сплит, Югославия     | 4     | 19.92          |
| 1991 | Чемпионат мира               | Токио, Япония        | 4     | 19,74          |